# 2. česká národní hokejová liga 1990/1991
2. česká národní hokejová liga 1990/1991 byla 14. ročníkem jedné ze skupin československé třetí nejvyšší hokejové soutěže, druhou nejvyšší samostatnou v rámci České republiky.

## Systém soutěže
30 týmů bylo rozděleno do tří desetičlenných regionálních skupin. Ve skupinách se všech 10 klubů utkalo dvoukolově každý s každým (celkem 18 kol). První čtyři týmy z každé skupiny postupovaly do dvou šestičlenných semifinálových skupin. Semifinálovou skupinu A tvořily 4 kluby ze skupiny A a týmy z 1. a 3. místa skupiny B. Semifinálovou skupinu B tvořily 4 kluby ze skupiny C a týmy z 2. a 4. místa skupiny B. V semifinálové skupině se všech 6 týmů utkalo dvoukolově každý s každým (celkem 10 kol). Vítězové obou semifinálových skupin se utkaly ve finále na dva zápasy. Oba finalisté postoupily do dalšího ročníku 1. ČNHL.
Zbývající týmy každé skupiny vytvořily tři skupiny o udržení (skupina A vytvořila skupinu o udržení A atd.). Ve skupině o udržení se všech 6 týmů střetlo dvoukolově každý s každým (celkem 10 kol) se započtením zápasů ze základní skupiny (tedy celkem 28 kol). Z důvodu rozšíření soutěže pro další ročník a odstoupení některých klubů však nikdo nesestupoval.

## Základní část

### Skupina A
| Poř. | Tým                         | Z  | V  | R | P  | VB  | OB | B  |
| ---- | --------------------------- | -- | -- | - | -- | --- | -- | -- |
| 1.   | TJ ZVVZ Milevsko            | 18 | 16 | 1 | 1  | 118 | 66 | 33 |
| 2.   | TJ Lokomotiva Beroun        | 18 | 10 | 3 | 5  | 76  | 74 | 23 |
| 3.   | TJ VTŽ Chomutov             | 18 | 11 | 0 | 7  | 95  | 88 | 22 |
| 4.   | VTJ Příbram                 | 18 | 9  | 3 | 6  | 91  | 68 | 21 |
| 5.   | HC Slovan Louny             | 18 | 8  | 2 | 8  | 86  | 93 | 18 |
| 6.   | TJ VS Tábor                 | 18 | 8  | 2 | 8  | 75  | 85 | 18 |
| 7.   | TJ Škoda Rokycany           | 18 | 8  | 1 | 9  | 90  | 88 | 17 |
| 8.   | VTJ Klatovy                 | 18 | 2  | 6 | 10 | 68  | 84 | 10 |
| 9.   | TJ Slovan Jindřichův Hradec | 18 | 4  | 2 | 12 | 61  | 80 | 10 |
| 10.  | TJ Slavia Karlovy Vary      | 18 | 2  | 4 | 12 | 58  | 92 | 8  |

### Skupina B
| Poř. | Tým                          | Z  | V  | R | P  | VB | OB | B  |
| ---- | ---------------------------- | -- | -- | - | -- | -- | -- | -- |
| 1.   | TJ Slovan NV Ústí nad Labem  | 18 | 12 | 3 | 3  | 89 | 51 | 27 |
| 2.   | TJ Uhelné sklady Praha       | 18 | 11 | 2 | 5  | 87 | 55 | 24 |
| 3.   | TJ Stadion Liberec           | 18 | 10 | 3 | 5  | 85 | 66 | 23 |
| 4.   | TJ DP I. ČLTK Praha          | 18 | 10 | 2 | 6  | 70 | 58 | 22 |
| 5.   | VTJ Litoměřice               | 18 | 9  | 1 | 8  | 72 | 58 | 19 |
| 6.   | VTJ Mělník                   | 18 | 7  | 2 | 9  | 71 | 67 | 16 |
| 7.   | TJ Karbo Benátky nad Jizerou | 18 | 7  | 2 | 9  | 65 | 84 | 16 |
| 8.   | TJ Baník Most                | 18 | 6  | 1 | 11 | 52 | 89 | 13 |
| 9.   | TJ Tesla Kolín               | 18 | 5  | 2 | 11 | 52 | 76 | 12 |
| 10.  | TJ Konstruktiva Praha        | 18 | 3  | 2 | 13 | 52 | 91 | 8  |

### Skupina C
| Poř. | Tým                           | Z  | V  | R | P  | VB | OB  | B  |
| ---- | ----------------------------- | -- | -- | - | -- | -- | --- | -- |
| 1.   | TJ Zbrojovka MEZ Vsetín       | 18 | 12 | 2 | 4  | 88 | 52  | 26 |
| 2.   | TJ AZ Havířov                 | 18 | 12 | 2 | 4  | 84 | 59  | 26 |
| 3.   | TJ Třebíč                     | 18 | 10 | 2 | 6  | 86 | 59  | 22 |
| 4.   | TJ Slezan Frýdek-Místek       | 18 | 10 | 2 | 6  | 79 | 71  | 22 |
| 5.   | TJ Lokomotiva Meochema Přerov | 18 | 8  | 5 | 5  | 74 | 78  | 21 |
| 6.   | TJ Prostějov                  | 18 | 6  | 4 | 8  | 83 | 83  | 16 |
| 7.   | VTJ VVŠ PV Vyškov             | 18 | 7  | 1 | 10 | 71 | 83  | 15 |
| 8.   | TJ Žďas Žďár nad Sázavou      | 18 | 5  | 2 | 11 | 61 | 80  | 12 |
| 9.   | TJ Tatra Kopřivnice           | 18 | 3  | 4 | 11 | 65 | 85  | 10 |
| 10.  | TJ Náchod                     | 18 | 5  | 0 | 13 | 67 | 108 | 10 |

## Semifinálové skupiny

### Semifinálová skupina A
| Poř. | Tým                         | Z  | V | R | P | VB | OB | B  |
| ---- | --------------------------- | -- | - | - | - | -- | -- | -- |
| 1.   | TJ ZVVZ Milevsko            | 10 | 6 | 2 | 2 | 54 | 25 | 14 |
| 2.   | VTJ Příbram                 | 10 | 5 | 2 | 3 | 52 | 35 | 12 |
| 3.   | TJ Slovan NV Ústí nad Labem | 10 | 5 | 2 | 3 | 40 | 37 | 12 |
| 4.   | TJ Stadion Liberec          | 10 | 4 | 1 | 5 | 43 | 47 | 9  |
| 5.   | TJ Lokomotiva Beroun        | 10 | 3 | 1 | 6 | 33 | 74 | 7  |
| 6.   | TJ VTŽ Chomutov             | 10 | 2 | 2 | 6 | 46 | 50 | 6  |

### Semifinálová skupina B
| Poř. | Tým                     | Z  | V | R | P  | VB | OB | B  |
| ---- | ----------------------- | -- | - | - | -- | -- | -- | -- |
| 1.   | TJ Zbrojovka MEZ Vsetín | 10 | 9 | 1 | 0  | 42 | 18 | 19 |
| 2.   | TJ AZ Havířov           | 10 | 7 | 0 | 3  | 53 | 32 | 14 |
| 3.   | TJ Třebíč               | 10 | 5 | 2 | 3  | 51 | 47 | 12 |
| 4.   | TJ DP I. ČLTK Praha     | 10 | 5 | 1 | 4  | 53 | 46 | 11 |
| 5.   | TJ Slezan Frýdek-Místek | 10 | 2 | 0 | 8  | 37 | 66 | 4  |
| 6.   | TJ Uhelné sklady Praha  | 10 | 0 | 0 | 10 | 29 | 56 | 0  |

## Finále
Ve finále zvítězil tým TJ Zbrojovka MEZ Vsetín.
- TJ ZVVZ Milevsko - TJ Zbrojovka MEZ Vsetín 3:5
- TJ Zbrojovka MEZ Vsetín - TJ ZVVZ Milevsko 14:4

Týmy TJ ZVVZ Milevsko a TJ Zbrojovka MEZ Vsetín postoupily do dalšího ročníku 1. ČNHL. Nahradit je měly sestupující týmy VTJ Písek a VTJ Racek Pardubice, ale protože TJ Šumavan Vimperk ukončil činnost, sestoupil pouze VTJ Racek Pardubice.

## O udržení

### Skupina o udržení A
| Poř. | Tým                         | Z  | V  | R | P  | VB  | OB  | B  |
| ---- | --------------------------- | -- | -- | - | -- | --- | --- | -- |
| 5.   | TJ Slovan NV Louny          | 28 | 13 | 2 | 13 | 131 | 145 | 28 |
| 6.   | TJ Škoda Rokycany           | 28 | 12 | 3 | 13 | 144 | 135 | 27 |
| 7.   | TJ VS Tábor                 | 28 | 11 | 3 | 14 | 119 | 134 | 25 |
| 8.   | VTJ Klatovy                 | 28 | 8  | 7 | 13 | 135 | 134 | 23 |
| 9.   | TJ Slovan Jindřichův Hradec | 28 | 9  | 3 | 16 | 98  | 123 | 21 |
| 10.  | TJ Slavia Karlovy Vary      | 28 | 6  | 5 | 17 | 98  | 138 | 17 |

### Skupina o udržení B
| Poř. | Tým                          | Z  | V  | R | P  | VB  | OB  | B  |
| ---- | ---------------------------- | -- | -- | - | -- | --- | --- | -- |
| 5.   | TJ Karbo Benátky nad Jizerou | 28 | 13 | 4 | 11 | 123 | 121 | 30 |
| 6.   | VTJ Litoměřice               | 28 | 14 | 1 | 13 | 121 | 105 | 29 |
| 7.   | VTJ Mělník                   | 28 | 11 | 4 | 13 | 116 | 116 | 26 |
| 8.   | TJ Baník Most                | 28 | 9  | 4 | 15 | 91  | 124 | 22 |
| 9.   | TJ Tesla Kolín               | 28 | 8  | 4 | 16 | 94  | 126 | 20 |
| 10.  | TJ Konstruktiva Praha        | 28 | 7  | 3 | 18 | 96  | 150 | 17 |

### Skupina o udržení C
| Poř. | Tým                           | Z  | V  | R | P  | VB  | OB  | B  |
| ---- | ----------------------------- | -- | -- | - | -- | --- | --- | -- |
| 5.   | TJ Lokomotiva Meochema Přerov | 28 | 14 | 6 | 8  | 116 | 117 | 34 |
| 6.   | TJ Žďas Žďár nad Sázavou      | 28 | 11 | 4 | 13 | 111 | 109 | 26 |
| 7.   | TJ Prostějov                  | 28 | 10 | 5 | 13 | 116 | 125 | 25 |
| 8.   | VTJ VVŠ PV Vyškov             | 28 | 10 | 2 | 16 | 104 | 127 | 22 |
| 9.   | TJ Tatra Kopřivnice           | 28 | 7  | 7 | 14 | 117 | 121 | 21 |
| 10.  | TJ Náchod                     | 28 | 7  | 2 | 19 | 109 | 170 | 16 |

Po skončení soutěže ukončily činnost VTJ Litoměřice a TJ Uhelné sklady Praha. Pro příští sezónu došlo k rozšíření soutěže o dva týmy. Na základě těchto skutečností nikdo z 2. ČNHL nesestoupil. Protože VTJ Písek B postup do 2. ČNHL odmítla, postoupily i týmy ze 3. míst obou skupin kvalifikace. S ohledem na ukončení činnosti TJ Šumavan Vimperk tak došlo k postupu hned pěti týmů z krajských přeborů: HC ČKD Slaný, TJ Bohemians Praha, BK VTJ Havlíčkův Brod, HC Strojsvit Krnov a TJ DNT Kadaň.